# Hanspeter Lanig
Hanspeter Lanig (* 7. Dezember 1935 in Hindelang; † 28. Januar 2022 ebenda) war ein deutscher Skirennläufer. Lanig wurde siebenmal Deutscher Meister. Bei den Olympischen Winterspielen 1960 gewann er die Silbermedaille in der Abfahrt.

## Laufbahn
Hanspeter Lanig war wie seine Schwester Evi in den 1950er Jahren einer der besten Fahrer des Deutschen Skiverbandes. Seinen ersten deutschen Meistertitel gewann er 1954. Zwei Jahre später nahm er in Cortina d’Ampezzo erstmals an Olympischen Winterspielen teil. Trotz eines Sturzes wurde er im Abfahrtslauf Fünfter und belegte im Riesenslalom den siebten Platz.
Der größte Erfolg seiner Karriere feierte er bei den Olympischen Winterspielen 1960 von Squaw Valley. Mit fünf Zehntel Rückstand auf den Franzosen Jean Vuarnet gewann Lanig in der Abfahrt die Silbermedaille. In der nur für die Weltmeisterschaft zählenden Kombination wurde er Dritter. Für seine Erfolge zeichnete ihn noch im gleichen Jahr Bundespräsident Heinrich Lübke mit dem Silbernen Lorbeerblatt aus.
Nach Beendigung der Spiele blieb Lanig in den USA, um dort in Hotels zu arbeiten. Von 1962 bis 1966 war er Trainer der deutschen Skinationalmannschaft. Mitte der 1960er Jahre übernahm er in Oberjoch das Café seiner Eltern. In den Folgejahren baute er es zu einem Sporthotel um und übernahm auch die Leitung der örtlichen Skischule.
Sein Bruder Axel Lanig und seine Schwester Evi Lanig waren ebenfalls zur deutschen Leistungsspitze zählende Skirennläufer, Schwager Lorenz Nieberl Bobfahrer und Sohn Peter Lanig Freestyle-Skier.
Lanig war seit 1966 mit der Schweizer Journalistin und ehemaligen Skirennläuferin Silvia Lanig-Gnehm verheiratet. Sie hatten zwei gemeinsame Kinder.
Lanig starb am 28. Januar 2022 in Oberjoch im Alter von 86 Jahren.